# Aviva Paz
Aviva Paz est une chanteuse et actrice franco-israélienne née en Palestine, le 8 octobre 1943.

## Biographie
Dans les années 1970, elle formait le duo Shuky & Aviva avec le chanteur Chucky Levy jusqu'en 1978,,,